# Mister Distrito Federal 2015
Mister Distrito Federal 2015 foi a 1ª edição do concurso de beleza masculino de Mister Distrito Federal que seleciona o melhor brasiliense para que este leve a sua cultura e a sua beleza em busca do título nacional de Mister Brasil. O evento ocorreu no dia 27 de Fevereiro de 2015 no Teatro Ulysses Guimarães, localizado dentro da Unip de Brasília, sob a coordenação de Mayck Carvalho, titular da empresa MK Live. O concurso teve a participação de dezessete candidatos ao título. O vencedor do ano passado, o brasiliense e Mister Brasil 2014 Lucas Montandon passou a faixa ao seu sucessor no final do certame.

## Resultados

### Colocações
| Colocação               | Região Adm. e Candidato |
| Renunciou               | - Park Way - Lucas Ramalho |
| Vencedor                | - Lago Sul - Ecktor Lopes |
| 2º. Lugar               | - São Sebastião - Eduardo Silva |
| 3º. Lugar               | - Sudoeste/Octogonal - Gabriel Lucena |
| 4º. Lugar               | - Sobradinho - Caio Lima |
| 5º. Lugar               | - Guará - Gabriel Correa |
| (TOP 10) Semifinalistas | - Águas Claras - André Laranja - Fercal - Diego Jácome - Paranoá - Luiz Henrique - Riacho Fundo - Jonathan Damascena - Vicente Pires - Diego Rodrigues |

### Renúncia
>Ao vencer a competição, o vencedor assume um contrato, um compromisso com a empresa que gere o evento distrital junto ao nacional. O vencedor, Lucas Ramalho afirmou que não largaria a sua equipe que o proporcionou a vitória (por meio de preparo profissional) ao coordenador distrital, rompendo assim, a parceria e consequentemente, o título de Mister Distrito Federal do ano de 2015. O segundo colocado na ocasião, o mercadólogo Ecktor Lopes, assumiu o título e competirá pela faixa de Mister Brasil 2015 em Julho na praia de Jurerê Internacional, em Florianópolis, Santa Catarina.

## Etapas Preliminares

### Mister Esportes
Também chamada pela organização do evento como Desafio Unique Core.
| Colocação | Candidato                             |
| 1         | - Sudoeste/Octogonal - Gabriel Lucena |

### Beach Hunk
Etapa que teve como parceiro o Salão Renoir Cabelo e Arte.
| Colocação | Candidato                  |
| 1         | - Park Way - Lucas Ramalho |

### Top Model
Esta etapa também foi realizada no Shopping Gilberto Salomão.
| Colocação | Candidato                  |
| 1         | - Park Way - Lucas Ramalho |

### Mister Popularidade
Esta etapa teve colaboração do site UOL.
| Colocação | Candidato                  |
| 1         | - Guará - Gabriel Correa   |
| 2         | - Sobradinho - Caio Lima   |
| 3         | - Park Way - Lucas Ramalho |

## Candidatos
Todos os aspirantes ao título deste ano:
| - Águas Claras - André Laranja - Asa Norte - Gircyan Gomes - Asa Sul - Márcio Rosemberg - Ceilândia - Rômulo Ludwig - Cruzeiro - Renato Sousa - Fercal - Diego Jácome - Guará - Gabriel Correa - Lago Sul - Ecktor Lopes - Paranoá - Luiz Henrique | - Park Way - Lucas Ramalho - Planaltina - Adriano Noronha - Riacho Fundo - Jonathan Damascena - São Sebastião - Eduardo Silva - Sobradinho - Caio Lima - Sudoeste/Octogonal - Gabriel Lucena - Taguatinga - Overlan Oliveira - Vicente Pires - Diego Rodrigues |

## Curiosidades
- Renato Sousa (Cruzeiro) e Lucas Ramalho (Park Way) são de Minas Gerais, o primeiro de Patos de Minas e o segundo de Teófilo Otoni.
- André Laranja (Águas Claras) nasceu em Votuporanga e tem 2 filhas.[2]
- Rômulo Ludwig (Ceilândia) nasceu em Catolé do Rocha (Paraíba) e vive em Brasília desde os 13 anos.[3]
- Diego Jácome (Fercal) é professor de Biologia.[4]
- Luiz Henrique (Paranoá) é nascido em São Luís (Maranhão) e vive em Brasília desde os 8 anos de idade.[5]
- Eduardo Silva (São Sebastião) já coletou latinhas, papelão e outros materiais de rua para sustentar a família.[6]
- Caio Lima (Sobradinho) é considerado o sósia do ator Caio Castro.[7]
- Gabriel Lucena (Sudoeste/Octogonal) já praticou 6 esportes, nasceu em Luziânia-GO e já viajou para a África do Sul e Austrália.[8]
- Overlan Oliveira (Taguatinga) já apresentou um programa de TV.[9]